# Пашково (Восточно-Казахстанская область)
Пашково (каз. Пашково) — упразднённое село в Бородулихинском районе Восточно-Казахстанской области Казахстана. Ликвидировано в 1984 году.

## Население
На карте 1976 г. в селе значатся 40 жителей.